# Pinnaspis rombica
Pinnaspis rombica är en insektsart som beskrevs av Leonardi 1907. Pinnaspis rombica ingår i släktet Pinnaspis och familjen pansarsköldlöss. Inga underarter finns listade i Catalogue of Life.